# Коли стають дорослими
Коли стають дорослими — радянський художній телефільм 1985 року, знятий на Одеській кіностудії.

## Сюжет
Робітник заводу Володя Кузнецов поступив до інституту. Сподіваючись мати більше вільного часу для навчання, він перейшов на роботу майстра-наставника в ПТУ. Незабаром Володя розуміє, наскільки відповідальною є і цікава його робота. Він вже не мислить себе без своїх вихованців…

## У ролях
- Віктор Проскурін — Володимир Кузнецов
- Олена Сафонова — Іра
- Катерина Валюжинич — Люся
- Олексій Волков — Митя
- Алла Будницька — Лариса
- Ігор Нефьодов — Саша
- Валентина Шендрікова — мати Миті
- Олександр Дем'яненко — батько Миті (озвучив Юрій Саранцев)
- Микола Скоробогатов — директор ПТУ (озвучив Олег Мокшанцев)
- Володимир Наумцев — капітан
- Ірина Азер — сусідка
- Зінаїда Дехтярьова — мама Володі
- Володимир Юр'єв — майстер трафарету
- Юрій Шликов — лейтенант міліції
- Олександр Ігнатуша — лікар
- Тимур Золоєв — епізод
- Федір Гаврилов — учень ПТУ
- Лариса Грінченко — бібліотекар
- Валерій Жуков — Микола Петрович
- Олександр Казимиров — постраждалий

## Знімальна група
- Режисер — Сергій Ашкеназі
- Сценарист — Ніна Жаворонкова
- Оператор — Світлана Зінов'єва
- Композитор — Борис Фрумкін